# Красково (Брейтовский район)
Красково — деревня в Брейтовском районе Ярославской области. Входит в состав Брейтовского сельского поселения.

## География
Находится в северо-западной части Ярославской области на расстоянии приблизительно 15 км на юг-юго-запад от административного центра района села Брейтово.

## История
Была отмечена еще на карте 1798 года. В 1859 году здесь (деревня Мологского уезда Ярославской губернии) было учтено 112 человек в 19 дворах, в 1898 — 37 дворов.

## Население
| 2007 | 2010 |
| ---- | ---- |
| 12   | ↘11  |

Численность населения: 22 (русские 100 %) в 2002 году.